# バイオハザード ダークサイド・クロニクルズ
『バイオハザード ダークサイド・クロニクルズ』（RESIDENT EVIL THE DARKSIDE CHRONICLES）は、2010年にカプコンより発売されたWii専用ガンシューティングゲーム。
各作品の名称は、バイオハザードシリーズの登場人物に準じた形で略している。
　

## 概要
『バイオハザード アンブレラ・クロニクルズ』（以降、『UC』）の続編。2009年3月に発表され、2010年1月14日発売。CMソングは清春の「LAW'S」を起用。CMでのアーティストとの曲のタイアップは、『バイオハザードシリーズ』史上初となる。サウンドトラックCD、プレミアム・レーベル、映像DVD、リバーシブル・ジャケットといった内容のコレクターズ・パッケージも発売された。。また、通常版・コレクターズ・パッケージ共に初回同梱特典として特別冊子「DARKSIDE REPORT」が付属した。。
ストーリーは2002年の南米を舞台とした「Operation Javier（オペレーション・ハヴィエ）」という新規の物語内において、主人公の1人であるレオン・S・ケネディが過去に体験、伝聞した『バイオハザード2』（以降、『2』）及び『バイオハザード CODE:Veronica』（以降、『C:V』）の物語を回想する形式で展開してゆく3部構成となっている(レオンの回想と言う事であるためかほんの一部原作と異なる点が確認される)。『2』と『C:V』を踏襲するシナリオには、それぞれ『Memory of a Lost City（滅びし町の記憶）』と『Game of Oblivion（忘却のゲーム）』という副題が付与され、ゲームシステムに沿ったアレンジが施された。また、前作に引き続き、クリア後に出現する独自のストーリーも収録されている。本作に収録されているシナリオには、全て「親子」が関わっている。前作よりも収録されているシナリオが少ないため、『2』と『CODE:Veronica』のステージは『UC』よりもカットが少なめである。
グラフィックは、PlayStation 3やXbox 360などで使われている様々な技術を用いて制作された。
2012年6月28日に、本作と『UC』の2タイトルをHDリマスターしたPS3用ソフト『バイオハザード クロニクルズ HDセレクション』が発売された。数量限定特典として、『ウェスカーズ エクストラレポート』と『DARKSIDE REPORT』の電子復刻版がダウンロードできるプロダクトコードが付属する。

## ゲームシステム
- ワイド表示対応、プログレッシブ出力対応。
- Wiiリモコン用ガンアクセサリー「Wiiザッパー」対応。
- 前作同様に2人同時プレイが可能だが、体力ゲージはそれぞれ独立する形式となった。
- 前作同様、3つのメインチャプター及び隠しチャプターにおいてそれぞれ操作可能キャラクターが異なる。
- 「オペレーション・ハヴィエ」において、ゲームの攻略方法によって物語の展開が一部変化する。
- 基本システムは、前作同様に移動自動式の一人称視点ガンシューティングであるが、カメラ操作が廃止され、キャラクターの動作に合わせてリアルに視界が揺れる「シェイクカメラ」というシステムが導入された。「シェイクカメラ」の振動による照準操作の高度化に伴い、ポインタが前作より拡大された。
- 一部の場面においてパートナーの姿が表示され、攻撃の補助を行うようになった。一部のNPCと同様、プレイヤーの攻撃が無効的に貫通するフレンドリーファイア機能を有している。
- 武器の弾数が体力ゲージの下に表示されるようになった。
- ステージ内に配置されているアイテムも、前作同様に照準を合わせてアクションボタンを押せば取得することができる。ハーブの種類は前作とほとんど同じだが、前作では、体力の残量に関係なく取得するとその場で強制的に使用させられていたが、本作では「+」ボタンを押すことで任意での使用ができるよう改善され、装備武器は上下をスライドさせて変更していたのを、十字キーに割り当てて臨機応変に変更できるよう改善された。
- ステージ内に配置された様々な各オブジェクトに緻密な物理演算処理が施され、銃撃した距離や方向によってリアルで多彩な反応を見せるようになった。
- ゲーム中に「-」ボタンを押すことで装備の変更やアイテムの使用が行えるサブ画面が新規に導入された。ここからハーブを使おうとすると、NPCのパートナーにもハーブを使用することが可能。
- ステージ（チャプター）をクリアすると、ゲームスコア、クリアタイム、敵撃破数、ヘッドショットの回数、ノーダメージクリア、ノーコンティニュークリアなどの項目がランク付けされ、総合ランクが算出される。
- 『バイオハザード4』（以降、『4』）や『バイオハザード5』（以降、『5』）と同様に金銭の概念が導入され、本作ではその金銭によって武器の改造を行う。単位はG。
- 難易度設定はイージー、ノーマル、ハードの3種類。難易度によって、獲得できる要素が少しずつ異なる。また、特定の条件を満たすことでベリーイージーとベリーハードが出現するようになった。
- 特定の条件を満たすことで、様々なバリエーションのコスチュームチェンジが可能となった。

## 登場人物

### プレイヤーキャラクター
レオン・S・ケネディ（Leon Scott Kennedy）
声 - ポール・メルスィエ
『2』『4』『6』『バイオハザード:ディジェネレーション』（以降、『DG』）の主人公。
『UC』には回想シーンにのみ登場する。詳細はリンク先を参照。
本作では狂言回しを担い、ナレーションを軸に物語が進む。新米警官だった頃の『2』から、アメリカに与するエージェントとして活躍するまでが描かれている。
ジャック・クラウザー（Jack Krauser）
声 - James Ward
「オペレーション・ハヴィエ」でレオンとコンビを組むことになった、アメリカ特殊作戦軍所属の兵士。
本作の準主人公。詳細はリンク先を参照。
数々の戦場で武勲を立ててきた優秀な人材でもあるが、それだけにプロフェッショナルの自分が、(闘い慣れないクリーチャー相手に)辛酸をなめることに焦燥を募らせていく。
クレア・レッドフィールド（Claire Redfield）
声 - アリソン・コート
『2』『C:V』『DG』の主人公。クリス・レッドフィールドの妹。詳細はリンク先を参照。
民間の大学生にもかかわらず、兄から教わった卓越した銃やナイフ捌きを有する。兄の消息を掴もうと訪れたラクーンシティで、自身も巻き込まれてゆく。
スティーブ・バーンサイド（Steve Burnside）
声 - サム・リーゲル
『C:V』に登場。ロックフォート島に収監されていた少年で、クレアと行動を共にすることになる。
劇中ではジョークやメタフィクション的な発言を数多く言い放ち、17歳という幼さゆえ所々でコンバットハイになる描写がある。終盤にてt-Veronicaウイルスをアレクシアに注入され、怪物化してしまう。クレアの危機に自我を取り戻して彼女を救うが、その直後に致命傷を負いクレアに愛を告げながら死亡した。
後に遺体はT-Veronicaウイルスの奪取を目論むウェスカーに持ち去られてしまう。
クリス・レッドフィールド（Chris Redfield）
声 - ロジャー・クレイグ・スミス
『バイオハザード』（以降、『1』）『C:V』『UC』『5』『6』の主人公で、クレアの兄。詳細はリンク先を参照。
クレアから連絡を受けたレオンからの要請で、彼女の救出に駆け付ける。

### 「滅びし町の記憶」のキャラクター
ロバート・ケンド（Robert Kendo）
声 - Jason Miller
『2』に登場。ラクーンシティで銃砲店を営む日系人男性。
本作ではレオンとクレアとの邂逅前に殺されてしまう。
マービン・ブラナー（Marvin Branagh）
声 - レックス・ラング
『バイオハザード1.5』『2』『バイオハザード3』『バイオハザード アウトブレイク FILE2』（以降、『OB2』）に登場する。
ラクーンシティ警察署（以降、「警察署」）の黒人男性警官で、真面目で正義感の強い性格。
同僚らと共にゾンビに応戦していたが、自分以外の警官は全滅して自分も重傷を負った状態でレオンらに発見される。自身がゾンビ化することを予期し、「自分よりも他の生存者を」とレオンらを自分から遠ざけたが、後に彼らの目の前でゾンビ化し襲いかかってくる。
シェリー・バーキン（Sherry Barkin）
声 - ローラ・ベイリー
『2』に登場。ウィリアム・バーキンの娘。
本作では『2』でほとんど共に行動しなかったレオンとも同行する。
なお、『2』では身長の低さからゾンビに掴みかかられたり噛み付かれることはなかったが、本作では他のキャラクターと同様に攻撃されるようになっており、プレイヤーによる救助が遅れると死亡してしまう。
ブライアン・アイアンズ（Brian Irons）
声 - JB Blanc
『2』に登場。警察署署長。
表向きは温厚な性格で知られているが、裏ではアンブレラと癒着して報酬と引き換えに事件のもみ消しなどを行っていた。趣味は剥製。
不完全なG生物に身体を内側から食いちぎられて死亡する理由と過程は、『2』で詳細に描かれていたが、今作では描かれなかった。
エイダ・ウォン（Ada Wong）
声 - サリー・カヒル
『2』『4』『UC』に登場した謎の女性スパイ。『2』とは違い、本作ではクレアと共に行動する場面もある。
登場直後から「G」を奪取すべくスパイ行動をとっているためにあまりレオンやクレアと同行したがらず、そのことがクレアに不信感を抱かせている。
ベン・ベルトリッチ（Ben Bertolucci）
声 - Skip Stellrecht
『2』『OB2』に登場したフリーランスの記者。
ラクーンシティの猟奇事件に興味を持ち、訪れていた。ブライアンとアンブレラの癒着情報を掴んだことから、警察署地下に投獄されている。
本作ではレオンやエイダと出会う前にG生物化したウィリアム・バーキンと遭遇してしまい、胸を切り裂かれて殺害される。
アネット・バーキン（Annette Birkin）
声 - Deborah Sale Butler
『2』に登場。アンブレラの女性研究員。ウィリアムの妻で、シェリーの母でもある。
『2』とは違い「Gの研究は間違っていた」と考えているほか、危険であるGを他者に渡さないため、怪物と化したウィリアムを止めるために奔走している。
また、エイダの素性も『2』以上に具体的に把握しており、そのことから危険性をレオンに伝えた。
ウィリアム・バーキン（William Birkin）
声 - TJ・ロトロ
『2』『バイオハザード0』（以降、『0』）に登場。アンブレラの研究員で、t-ウィルスとG-ウィルスの開発者。
アンブレラ保安警察部隊「Umbrella Security Service（アンブレラ・セキュリティ・サービス）」（以降、「U.S.S.」）に襲撃されてG-ウィルスのサンプルを奪われるが、重傷の自らにG-ウィルスを投与して異形の怪物となる。
人としての自我を失いながらも、遺伝子情報の近い娘のシェリーに胚を植えつけようと、警察署内を彷徨う。
U.S.S.アルファチーム隊員
ウィリアムの開発したG-ウィルスを奪う任務に就いていた隊員。
色々と登場するハンクもここに所属しており、登場する。

### 「忘却のゲーム」のキャラクター
アレクシア・アシュフォード（Alexia Ashford）
声 - Karen Stressman
『C:V』に登場。t-Veronicaの開発者。
『C:V』では威圧的で高飛車な喋り方をしていたが、本作では声音や口調が少し子供っぽいものになっており、話し方も比較的穏やかで、笑い方も上品になっている。
しかし兄・アルフレッドを自ら始末するなど、その所業は『C:V』以上に残虐になっている。
アルフレッド・アシュフォード（Alfred Ashford）
声 - リチャード・カンシーノ
『C:V』に登場。ロックフォート島の司令官で、アレクシアの兄。
基本的な性格や行動は『C:V』に準ずるが、『C:V』以上に狂気的な描写がされており、ロックフォート島からの脱出を賭けた「ゲーム」と称し、クレアやスティーブに様々なトラップやクリーチャーを仕掛け、時には自ら二人に勝負を挑んでくる。最終的には妹・アレクシアに始末される。
『C:V』に比べ、登場頻度が高い。
アレクサンダー・アシュフォード（Alexander Ashford）
『C:V』に登場。アレクシアとアルフレッドの父。
t-Veronicaを生み出し、非人道的な研究を進めるアレクシアがいずれ自分すらも実験体にするだろうと予見していた。「親の優しさ」として、アンブレラの敵であっても、娘を止めてほしいとの懇願と共にt-Veronica暴走時の安全装置としてリニアランチャーを極秘裏に用意しており、最終決戦で利用される事となる。
本作においては『C:V』では肖像画でしか見ることのできなかった生前の顔を映像ではっきり確認することができる。

### 「オペレーション・ハヴィエ」のキャラクター
案内人
本名は不明。ミックスコアトル村で教師をしている眼鏡をした男性。
情報収集能力と信頼性を評価され（アメリカへの留学経験があったこともあり）、今回の任務に参加。
レオンとクラウザーを、ハヴィエの潜伏するアムパロという地域まで案内する任務を請け負ったが、彼らの到着前にB.O.W.に襲撃され重傷を負ってしまう。
それでもなんとか彼らの到着まで生き延び、知っている情報を2人に託して息絶えた。
マヌエラ・ヒダルゴ（Manuela Hidalgo）
声 - Amy Correa
惨劇の舞台になったミックスコアトル村の教会で倒れていた少女。
その正体は名字からわかるが、ハヴィエの実の娘。
不治の風土病を患っているため、ハヴィエの手で治療としてt-Veronicaを投与されている。
肉体が低温状態で無いにも関わらず体内のt-Veronicaが暴走しないのは、攫ってきた少女達の臓器を絶えず移植し続けているからだとハヴィエは説明する。
また、アレクシアと同様に身体がt-Veronicaと融合しており、自身の血が空気に触れると発火する。最終戦ではその能力を用いてレオン達を援護してくれる。
クリアタイムによってその生死が分かれるキャラクター（チャプター7では彼女が生存しているエンディングのみ）。
今後のシリーズへの展開としてどちらが正史なのかはこれと言った説明がなされていないが、上記の通りチャプター7では必ず生き残る上、彼女の生存が時系列的に今回の事件の2年後にあたる『4』での事件の展開に大きく関わってくる事になるので、生存の方が正史と言える。
ハヴィエの元からミックスコアトル村まで逃げてきたが、ハヴィエによって村が壊滅してしまい、そうなったのは自分のせいではと自責の念に駆られる。ハヴィエの居所を知っているため、レオンやクラウザーをそこまで案内するため一緒に行動する。シェリーと同様にゾンビに襲われることもあり、救助が遅れると死亡してしまう。
ハヴィエ・ヒダルゴ（Javier Hidalgo）
声 - Ulises Cuadra
南米のアムパロという地域に勢力を持つ犯罪組織「聖なる蛇達」のボス。
「麻薬王」と称され、暴力や暗殺など手段を問わず、政治力・財力などあらゆる権力を我が物にしてきた。組織の犠牲者の体に蛇の刺青を刻む。アンブレラの生き残りと接触し、何かを画策している。
裏切り者には容赦なく制裁を下す残忍な性格であるが、自身の家族や自分を慕う者には手厚い加護を与える（慕っている者達からは英雄扱いされることも）。
特に娘であるマヌエラを溺愛しており、彼が起こしたウイルス関連事件は、元を正せばすべて娘マヌエラと妻ヒルダのためである。
最終場面では追いつめられたことによりt-Veronica植物と融合して巨大クリーチャー「V・コンプレックス」と化し、レオン達に襲いかかる。しかしウィルスの力に飲み込まれて暴走してしまい、ダメージを受ける中で自我を取り戻し、レオン達に自らを殺してほしいと頼む。最期はその願い通りに倒され、息絶えた。
ヒルダ・ヒダルゴ（Hilda Hidalgo）
ハヴィエの妻でマヌエラの母。本編前に不治の病である風土病に感染していた。
その正体は「オペレーション・ハヴィエ」の冒頭よりレオン達を襲うクリーチャー。先述したように風土病を患っており、一縷の望みを託して改良型t-ウイルスが投与された結果、異形の怪物と化した。すでに怪物になっていたこともあり、本来の姿は不明である。

### その他
アルバート・ウェスカー（Albert Wesker）
声 - D.C.ダグラス
シリーズの黒幕的存在。「忘却のゲーム」及び「オペレーション・ハヴィエ」に登場。
本作の登場人物中、プレイヤーキャラクター以外のキャラクターで複数のシナリオに登場するのは彼のみ。
しかし、オペレーションハヴィエでは、遠くから望遠鏡で、逃げる主人公達を見るだけである（その際セリフは一切ない）。

## ステージ

### Operation Javier（オペレーション・ハヴィエ）
選択可能なキャラクターはレオンとクラウザーの2人だが、チャプター6及び7ではクラウザー限定となる。
チャプター1
舞台は南米の町。郊外の洞窟にある教会でマヌエラと邂逅を果たすまでが描かれる。このゲームで最初に開始するチャプターであり、クリアすると、『2』の物語である「滅びし町の記憶」というチャプターがレオンの回想形式で展開する。
チャプター2
舞台は南米の高地に設けられたハヴィエダムと呼ばれる放水施設。「滅びし町の記憶」を全てクリアすると出現する。クリアすると、『CV』の物語である「忘却のゲーム」というチャプターがレオンの回想形式で展開する。
チャプター3
舞台は増水したハヴィエダム。ダムの最上部へと至るまでが描かれる。「忘却のゲーム」を全てクリアすると出現する。
チャプター4
舞台はハヴィエの居城。居城の前庭から最深部へと至り、ボスを倒すまでが描かれる。チャプター3をクリアすると出現する。
チャプター5
舞台は崩壊の進むハヴィエの居城。終始ボスとの抗戦で展開する。居城の最深部から前庭へと脱出し、ボスを倒すまでが描かれる。チャプター4をクリアすると出現する。本編の最終ステージ。
チャプター6
舞台はハヴィエの居城。本編を全てクリアすると出現する。内容はチャプター4と同様のものだが、BGMの一部変更と、会話の中にクラウザーの内心追加が施されるほか、敵の耐久性と攻撃力が強化される。
チャプター7
舞台は崩壊の進むハヴィエの居城。チャプター6をクリアすると出現する。内容はチャプター5と同様のものだが、BGMの一部変更と、会話の中にクラウザーの内心追加が施されるほか、敵の耐久性と攻撃力が強化される。また、クリア後のエンディングもクラウザー視点のものとなる。

### Memory of a Lost City（滅びし町の記憶）
選択可能なキャラクターは全編を通してレオンとクレアの2人。
チャプター1
舞台はラクーンシティ町内。大通りから銃砲店、裏路地を経て警察署へと入るまでが描かれる。
チャプター2
舞台は警察署の西側。R.P.D.1階のロビーから始まり、2階の廊下を一周して再びロビーへ戻るという循環形式。
チャプター3
舞台は警察署の東側。R.P.D.1階のロビーから東側内部を経て地下にある署長の隠し部屋へと到達し、ボスを倒すまでが描かれる。
チャプター4
舞台は警察署の地下。駐車場から牢屋、地下水路を経て下水道の入り口へと到達し、ボスを倒すまでが描かれる。
チャプター5
舞台は終始警察署の地底に通っている下水道。ボスを倒すまでが描かれる。
チャプター6
舞台はラクーンシティの地下に設けられたアンブレラの研究施設。ターンテーブルフロアから溶鉱炉へと到達してボスを倒すまでが描かれる。
チャプター7
舞台はチャプター6と同様の研究施設。溶鉱炉から最深部のP4レベル実験室へと赴いてワクチンを精製し、エントランスへと戻ってボスを倒すまでが描かれる。
チャプター8
舞台は崩壊の迫る研究施設と地下鉄道。地下のプラットホームや電車内でのボス討伐を経て郊外へと脱出するまでが描かれる。

### Game of Oblivion（忘却のゲーム）
選択可能なキャラクターはチャプター1から6までがクレアとスティーブの2人だが、チャプター7はスティーブに代わってクリスがプレイヤーキャラとなる。
チャプター1
舞台はチャプター5までロックフォート島。広場から囚人収容施設を経て吊橋を渡り終えるまでが描かれる。
チャプター2
高台の通路を進んで公邸の中を探索し、再び高台の通路へと戻る循環形式。
チャプター3
訓練場に進入し、脱出した先でボスを倒すまでが描かれる。途中から『CV』にはなかったオリジナルエピソードが展開する。
チャプター4
高台から公邸の隠し部屋を経て、アルフレッドの住む塔の最奥へと赴き、ボスを倒すまでが描かれる。
チャプター5
塔から公邸、周辺通路を経由した島からの脱出と、脱出直後の飛行艇カーゴルームでボスを倒すまでが描かれる。
チャプター6
舞台は南極にあるアンブレラの研究施設。飛行艇の墜落現場から施設内部を経て雪原へと脱出し、ボスを倒すまでが描かれる。
チャプター7
舞台は南極の地下に建設された館。駆けつけたクリスと共にボスを倒して南極を脱出するまでが描かれる。

### secret mode（シークレットモード）
特定の条件を満たすと出現するモード。操作キャラクターはクレアで、使用武器は無改造のハンドガンのみに固定されている。舞台はラクーンシティで、R.P.D.の玄関から大通りまでの道程を豆腐を倒しながら遡行していく。武器を選択できない上、豆腐も強敵であるため難易度は非常に高い。

## クリーチャー
大部分は本編に登場するものと同じだが、ゲームシステムの仕様変更に伴い動作が素早く派手になったり、新しい攻撃方法が追加されているものが多い。反面、毒で徐々に体力が減少したり、残り体力の量を問わず即死する攻撃は削除された。

### 全編登場クリーチャー
ゾンビ
製薬会社アンブレラが開発した生物兵器｢t-ウィルス｣に感染した人間の成れの果て。
本作ではラクーン市民や警官に加え、裸のゾンビや『C:V』で登場する囚人ゾンビなどの様々なバリエーションの個体が登場する。
クリムゾン・ヘッド
一度活動不能になったゾンビが、t-ウイルスの「V-ACT現象」でより危険なモンスターと化したもの。
頭部から全身にかけて充血し、真紅に染まった姿が名前の由来。
俊敏な動きで接近し、ナイフのように鋭い爪で襲いかかる。
原作『1』では、倒したゾンビを燃やしたり頭や足などの部位を破壊すれば復活を防げたが、今作ではそのような作業はない。
ゾンビ犬
t-ウィルスに二次感染したドーベルマン。
元が犬のため、俊敏な動きで飛び掛かってくる。
クロウ
t-ウィルスに感染した生物の屍肉などを摂取し、二次感染を引き起こしたカラス。
見た目の変化は目の色の赤化以外には特にないが、凶暴性が非常に増している。
リッカー
クリムゾン・ヘッドと同じくゾンビの突然変異体のひとつ。
名前は｢舐める者｣という意味で、武器となる長く伸びる鋭利な舌が由来。
前作『UC』に比べると、原作の『2』同様に筋肉質な身体になっている。
また、研究所で強化され、身体が黒色で爪がより大型になった「リッカー改」も存在。
G幼体
G成体から吐き出される小型のG生物。
子クモのように張り付いて攻撃してくるが、耐久力は低いのでナイフによる攻撃で倒すことが可能。
大クモ
t-ウィルスに二次感染し異常に巨大化したクモ。
主にラクーンシティの下水道に生息している。
子クモ
大クモの腹の中にいる子供。
普段は親である大クモの体内にいるが、危機を感じると群れをなして這い出し、襲いかかって張り付いてくる。
ラージローチ
t-ウィルスに感染した影響で異常に巨大化したゴキブリ。
ウイルスの影響で肉食性が高まっており、集団で行動し狩りをする。
ラーカー
『0』に登場したカエルにTウイルスを投与し生み出されたB.O.W.。知能が低く量産はされなかった。
元からそういう所に住む種類のカエルだったのか、感染してから移動したのかは謎だがラクーンシティの下水道に生息している。
人間を丸のみできる程の大きさになったが視力は退化しているが、視力を補う優れた感知能力を持つ。
なお、『2』の原作では登場していなかったため、ラクーンシティの下水道に現れた経緯は謎。
イビー
正式名称は「プラント43」と呼び、『1』に登場した「プラント42」の情報を元に作り出された植物のB.O.W.。
自立歩行が可能で、ツタを鞭のように振るい、頭のつぼみから消化酵素液を飛ばして攻撃してくる。
『2』で「毒イビー」と呼ばれた赤色の体色の有毒個体も登場するが、本作では攻撃を受けても毒状態になることはない。
また、前作に比べると、触手の攻撃範囲が広まった代わりに溶解液の使用頻度は下がっている。
モス・ジャイアント
アンブレラの研究所で、実験用に飼われていた蛾が異常に巨大化したことで生まれたクリーチャー。
『2』では巨大化しすぎと羽が大きくならなかったため地面を這いずるようにしか飛べなかったが、今作では普通に飛行が可能になっている。
研究所の一角に大量のベビーモスと共に生息している。
ベビーモス
モス・ジャイアントの幼虫。
集団で行動し体をバネのように動かして飛び掛かってくる。
コウモリ
t-ウィルスに二次感染したコウモリ。
『C:V』でもある程度の集団で行動していたが、本作ではそれとは比べ物にならないほど大量の数でプレイヤーに襲いかかる。
ブラックウィドー
ラクーンシティにおける一連の事件のデータを元に、ロックフォート島で訓練用などのために開発されたクモ型B.O.W.。
見た目は大クモと異なり、毒々しい体色に細い脚をしているのが特徴。
『C:V』の南極基地で巨大化したものが登場したが、本作では南極基地の場面が一部省略されたためか登場しない。
ハンターII/ハンター･改
アンブレラの敵対組織が、ハンターの情報を元に独自に改良を加えて作り出したもの。
より強力な「スウィーパー」と呼ばれる亜種も存在し、そちらは体色が赤みがかっている。
バンダースナッチ
タイラントを元に量産性を重視して作られた生物兵器の試作品。
名前は「鏡の国のアリス」に登場する猛獣が由来となっている。
肥大化した右腕で移動や攻撃を行う。本作ではその腕で瓦礫を投げつけてくる攻撃をしてくるようになった。
蛾
アンブレラ南極基地で飼育されていた蛾がt-ウィルスの影響で巨大化したもの。
同じ蛾のクリーチャーであるモス・ジャイアントと異なる外見をしている。
『C:V』では毒性があるが、本作では攻撃されても毒状態になることはない。
寄生虫
蛾の幼虫。
寄生した宿主を養分として成長し、ある程度成長すると次の寄生先を求めて飛び出してくる。
なお、本作では1度しか登場しない。
アリ
ウィルス研究用にアレクシアが飼育していたアリ。
クモなどと同様に、集団で張り付いて攻撃してくる。
触手
アレクシアが自在に操る自身の一部にしてクリーチャー。
アレクシアの意のままに動き、プレイヤーキャラクターの退路を塞いだり、四肢を拘束することもある。
アレクシア第2形態とのボス戦時にも登場する。
ジャンピング・マンイーター
ハエトリグモにt-Veronicaウィルスを投与して開発されたB.O.W.。
ウイルスにより異常に巨大な体躯になっているものの、他の蜘蛛B.O.Wと動作は変わらない。
プレイグクローラー
『0』に登場した昆虫タイプのB.O.W.で、ハヴィエダムに登場。
ウイルスにより体長は2メートルを超えるほど巨大化し、鋭い鎌状の爪で攻撃してくる。
『0』の時点で多くが廃棄処分となったが、廃棄を免れた個体群をハヴィエが安く購入した。
ハンターγ
アンブレラ・ヨーロッパ支部が開発したハンターの亜種。
両生類の受精卵に人間の遺伝子を組み込んで作り出された。
特徴としてはラーカーと似ているが高い跳躍力と機敏さを有しており、水中と陸上で行動しながら鋭利な爪で攻撃してくる。
南米コウモリ
t-ウィルスに二次感染した南米原産のコウモリ。
種類は違うが性質はロックフォート島のコウモリと変わらない。
アヌビス
本作初登場となる新型B.O.W.。
名前はエジプト神話の死者、ミイラの神「アヌビス」が由来で、最低限の筋肉や内臓しか残っていない骸骨のような姿を指したもの。
アンブレラがデータの流出したハンターに代わる次期主力商品として開発した。
"軽量化による機動力の向上"がコンセプトで、コウモリに昆虫の遺伝子を組み込んで骨格を強化し、体組織を徹底的に削除した結果、ハンターを大きく上回る機動力を獲得した。翼膜もないため飛翔能力は失われたが、手足の鉤爪を使って壁や天井を高速で移動し、そこからの強襲攻撃を行う。
見た目から、クラウザーから「ダイエットのしすぎ」と評されていた。
ジャバウォックS3
『C:V』に登場した「バンダースナッチ」をベースに、t-Veronicaウイルスを用いて開発された新型B.O.W.。
名前の由来もバンダースナッチ同じく「鏡の国のアリス」に登場する怪物である。
退化していた下半身が改善されたことで伸縮自在の右腕は失われたが、代わりに身体の各部から5本の腕が生えており、鋼鉄並みの硬度を持つ大鎌のような爪で攻撃や防御を行う(但しゲーム中で使用するのは前面の3本のみ)。
見た目にそぐわず知能は高く、対象の抹殺から捕縛まで幅広い命令を実行可能。
バンダースナッチがベースであるものの、外見は同じくt-Veronicaに感染して怪物化した青年スティーブに似ており、単純に比較した場合の戦闘力は劣るが量産が可能。
イビー+YX
イビーに南米の気候に合わせた改良を加えたもの。
人間の遺伝子(染色体YX)が組み込まれており、そのため脚部が人間と同じ形状になり移動速度が大幅に上昇した。
ただし高温多湿な場所でしか活動できないという欠点を持つため製造された数は少ない。
通常のイビーと同じように内部を撃たれると弱いが、外殻の強度が格段に高くなっており、難易度によってはリニアランチャーの直撃にすら耐えてしまう。
南米アリ
t-Veronicaによって攻撃性などが増したアリ。
偶然にもアレクシアが研究用にしていたアリと近しい性質を持つ。
ピラニア
t-ウィルスに感染し、凶暴性が増したピラニア。
トビウオのように水中から飛び出し、噛み付いてくる。
豆腐（Tofu）
本編クリア後のシークレットモードに登場する敵クリーチャー。
『2』にもミニゲームに隠し要素キャラとして登場している。
攻撃方法は体当たりのみだが威力が高く、ノーマルモードで4発、ハードモードだと2発で力尽きてしまう。
なお、『2』では関西弁で喋っていたが本作では言葉自体を発しない。
また、今作ではよりリアルな姿となっており亜種として焼き豆腐などが出現する。

### ボスキャラクター
G成体
「滅びし町の記憶」チャプター3のボス。
G生物の胚が植え付けられた人間の遺伝子と拒絶反応を起こし、体外へ飛び出して急速に成長したもの。
肥大化した左腕を使った攻撃し、口から吐き出されたG幼体が集団で噛み付く。また、G生物特有の巨大な目玉は左背面に存在する。
G第1形態
「滅びし町の記憶」チャプター4のボス。
正体はウィリアム・バーキンがG-ウィルスを自らに使用して怪物化したもの。
肥大した右腕で鉄柵を引きちぎって振り回すが、振り上げる時に一端動きを止めてから殴り付けるため、ボスにしては隙が大きい。
アリゲーター
「滅びし町の記憶」チャプター5のボス。
t-ウィルスに感染した影響で10メートルにまで巨大化したワニ。
噛み付きによる攻撃のほか、暴れて砂煙を発生させて視界を奪ったり、待ち伏せや死んだふりで油断したところを狙うなど、賢い戦法を使う。
『2』同様、ガスボンベを利用することで大ダメージを与えることが可能。
タイラント（T-103型）
アンブレラがt-ウィルスを用いて開発した生物兵器の究極形。
動きは鈍重だが耐久力が高く、数度に渡り遭遇する。またチャプター6では一転して鋭い動きで攻撃をしてくる。
タイラント自体はチャプター3から登場するが、ボスとして戦闘するのはチャプター6。
G第2形態～G第4形態
「滅びし町の記憶」チャプター7のボス。
ダメージを受けたG第1形態が進化したもので、本作では第2形態から第4形態まで連戦となる。
基本的に『2』と大差はないが筋肉質な体型になっており、第4形態の後ろ足の形が変更されている。従来の爪や牙による攻撃の他、新しい動作も追加されており、第3形態では回し蹴りや跳び蹴りも使用する上、スピードも上昇。第4形態は壁面にとりつくことも可能となった。特に直上からの落下による体当たり攻撃は威力が高く、弱点を適切なダメージを与えて阻止しないと、まともにくらってしまい、体力の半分のダメージを受けてしまう場合がある。
スーパータイラント
「滅びし町の記憶」チャプター8に登場。
生命の危機に反応し、タイラントのリミッターが外れて肉体が攻撃的に変化したもの。素早い動きと発達した鋭い爪で攻撃してくる他、本作では片腕で電車を動かし、ぶつけてくるなど別次元的な腕力を見せ付ける。
『2』と同様にロケットランチャーでしかとどめを刺せないが、むやみに撃っても弾かれてしまったり、受け止められて投げ返されてしまうため、高所からの着地直後などの隙を狙って撃つ必要がある。
G第5形態
「滅びし町の記憶」チャプター8のボス。
第4形態での度重なるダメージからの回復のため、ゾンビなどの有機物を手当たり次第に取り込んだ結果、原形を留めない肉塊のような姿になってしまった。
本作では触手の形状が変更され、先端に3本の爪と目玉が付いている。その触手で切り裂いたり瓦礫をつかんで投げてくる他、巨大な口を伸ばして噛み付く。
また、シェリーの名を発音して叫び続けるようになっており、執念を感じさせる。
砂虫
「忘却のゲーム」チャプター3のボス。
ミミズを元に作られた試作段階のB.O.W.。
人間を丸呑みするほどの巨体を持ち、名前通りに土中を自在に動き回り、素早い動きで襲いかかってくる。
タイラント（T-078型）
「忘却のゲーム」チャプター5のボス。
T-103型を元にした量産型タイラントで、クレアとスティーブを倒すためアルフレッドが起動した。登場時点で既にリミッターが解除された状態になっているが、両手の爪は小さめ。
『CV』と同様に戦闘を行う場所の仕掛けを用いなければ倒せないが、『CV』で使用したコンテナのカタパルトはぶつけても受け止められ投げ捨てられてしまうため、その後タイラントの攻撃で露出したミサイルを撃ち込むことでようやく倒せる。
ノスフェラトゥ
「忘却のゲーム」チャプター6のボス。
元はアシュフォード家先代当主アレクサンダーで、アレクシアがt-Veronicaを投与した結果、適応できず生まれたクリーチャー。
両腕や両足が拘束されているため、背中から伸びた触手で移動、攻撃を行う。
『CV』では体液が変化した特殊な毒霧を周囲に展開するが、本作ではそれは行わない。
モンスター化スティーブ
「忘却のゲーム」チャプター7に登場。
アレクシアにt-Veronicaを投与され、怪物化したスティーブ・バーンサイド。
t-Veronicaの影響でアレクシアの「クレアを殺せ」という命令に抗うことが出来ず、巨大な斧を武器に様々な攻撃を仕掛けてくる。
今作では戦闘を行う場所の構造が変化したため、大ジャンプを繰り返して襲いかかる。
アレクシア
「忘却のゲーム」チャプター7のボス。
コールドスリープを経てt-Veronicaとの共存に成功したアレクシア・アシュフォード。
体内に空気に触れると発火する血液を持つ。様々な変更がなされており、第1形態は素早く動き回りながら血液をまき散らす。また、植物の葉や根のような筋に覆われた部分は防御力が高い。
第2形態は共生生物アレクシア・ポッドと融合した状態で、外見が大きく変わっている。昆虫のような4本の節足で相手を切り裂き、触手を叩きつけ、卵管から次々とアリを生み出す。卵管を破壊されると上半身を切り離して第3形態となり、飛び回りながら発火血液をまき散らす。
リニアランチャーでしかトドメを刺せないが、動きが速いため他の武器で攻撃して、スキを作る必要がある。
ヒルダ
「オペレーション・ハヴィエ」チャプター1、4、6に登場し、ゲーム中で最初に戦うことになるボス。
ミックスコアトルの村でレオンたちを襲った怪物。穏やかなときは青、敵対しているときは赤く変色する。
その正体はハヴィエの妻でありマヌエラの母ヒルダ・ヒダルゴで、娘と同じ不治の風土病に冒され、一縷の望みを託して改良型t-ウイルスを投与した結果、異形の怪物と化したもの。
怪物と化したために自我や理性も失い、食欲のままに人間を襲って食らうが、微かに人間だった頃の記憶が残っているため、ハヴィエの命令やマヌエラの子守歌に反応を見せる。
流線型の身体とぬめりを帯びた皮膚を持ち、先端の半透明のフードの中に元は人間だったことをうかがわせる顔がある。
巨体に似合わず水中を高速で移動して標的に飛びかかり、また蛙のような吸盤の付いた足で地上でも活動可能。元は両腕だった触手を振り回し、尻尾から棘を飛ばして攻撃する。
弱点は頭部と、身体の上部に露出した脳だが、脳を攻撃できるのはチャプター4と6の、怒りで身体が赤くなった第2形態の時のみ。
クラウザーに深手を負わせて生物兵器の恐怖を植え付けるも最終的に敗れ、マヌエラの前で涙を流しながら息を引き取った。
なお、モチーフは肺魚などの複数の水生生物で、それを組み合わせてヒルダになった。
V・コンプレックス
「オペレーション・ハヴィエ」チャプター5と7に登場する本作の最終ボス。
ハヴィエ・ヒダルゴが居城で栽培していたベロニカ植物と融合し、周囲の動植物を無差別に飲み込んだ結果生まれた超巨大怪生物。
南米の温暖な気候によりt-Veronicaウィルスが爆発的に増殖したことで、ただ居るだけで周囲の生態系を破壊する危険な存在と化した。巨大な肉塊のような胴体から数本の棘と6本の節足が生え、全体のフォルムは電子顕微鏡で見たウイルスそのものの形を彷彿とさせる。身体の下部には長大に伸びる触手と、衝撃を受けると爆発もしくは毒液をまき散らす胞子嚢が生えており、それを周囲の従属生物が拡散させ、最悪のバイオハザードを引き起こす。
弱点となるハヴィエ本体は頭部のシェルターの中に存在し、最初は思うがままに体を操ることができたが、結局は制御しきれずに暴走。
ダメージを与えることで一時的に意識を取り戻したことで自ら死を懇願し、止めを刺されて炎上、消滅した。
V・コンプレックス前足
チャプター5と7の最初に戦う、V・コンプレックスの節足の中で最も特異な形状のもの。
強いていうなら『バイオハザード1』に登場する｢プラント42｣に似ており、3本の触手をムチのように振り回し、先端から毒液を飛ばして攻撃する。
核を攻撃することで先端部分がちぎれ落ちるが、本体へのダメージはないに等しい。

## 登場武器
『UC』に比べると武器の種類が減ったが、★では無く、金銭（G）を消費して武器の性能を向上させるものへと変更された。改造項目は「威力」「連射速度」「装填速度」「装弾数」「ストップパワー」の5項目。なお、各キャラクターには「得意武器」が設定されており、入手の際の弾数が増加する、使用の際の攻撃力が上昇するなどの利点がある。また、同一キャラクターでも、シナリオによって得意武器が異なる。
ハンドガン
最初から装備される基本武器で、キャラクターにより使用するモデルが違う（クレアはブローニングHP、レオンはH&K VP70、スティーブはルガーP08、クラウザーはH&K MARK 23、クリスはグロック17）。どの銃も性能は同一で所持弾薬数は無限。ヘッドショット（『UC』でのクリティカルヒット）を行える。改造する毎に使い勝手が増していき、連射速度と、威力を上げるとボス戦でも充分に渡り合える等、『UC』と比べると強化されている。
ちなみにエイダ（操作不可能キャラ）は、『2』ではクレアと同じブローニングHPを使っていたが、本作では『4』と同じスプリングフィールドXDを使用する。また、アネットもシルバースライドのグロック17を使用している。
ショットガン（SPAS12）
一度に広範囲を攻撃でき、近くの敵なら吹き飛ばして、間合いを簡単に取れる反面、装填速度が遅い点がネックだが、弾の消費量によって装填速度が変わる（たとえば1発のみなら、1発分だけ装填するためすぐに終わり、5発撃ったなら、5発分装填するためそれなりに時間がかかる）。「滅びし町の記憶」でのレオンの得意武器。
サブマシンガン（イングラムM10）
連射の非常に速い武器で、威力は低めだが初心者にも扱いやすい上、弱点の部位に集中的にダメージを与えられる。しかし改造する毎に連射が早くなるので無駄撃ちしているとすぐ無くなる。スティーブやクリスの得意武器。
ボウガン
一度に3本の矢を発射でき、連射速度も速い。クラウザーや「滅びし町の記憶」でのクレアの得意武器。
手榴弾
『UC』とは異なり、標準装備ではない。改造は出来ないが、広範囲への攻撃が可能である。
マグナム（トーラス・レイジングブル）
威力が高く強敵に向いている反面、装弾数が少ないのでリロードをこまめに行う必要がある、また取得弾数も少ない。一応この武器でもヘッドショットを行うことができるが、威力が高い分ハンドガンほどやり直しがきかない。「オペレーション・ハヴィエ」でのレオンの得意武器。ちなみに、ハヴィエはマグナム拳銃の一種であるオートマグを所持しているが発砲シーンは無い。
グレネードランチャー（M79 グレネードランチャー）
手榴弾のように、着弾後は爆発する。弾道が弧を描くので、狙うのが難しい。「忘却のゲーム」でのクレアの得意武器。
ロケットランチャー（スティンガーミサイル）
シリーズ恒例の非常に強力な武器。他の武器に比べてリロード時間が非常に長く、弾の取得も難しい。『2』に登場したモデルのもの。なお、現実のスティンガーミサイルは厳密にはロケットランチャーに区分されない。
リニアランチャー
本作に登場する武器で一番威力が高く、ロケットランチャー以上の威力を持つが、1発撃つごとにチャージが必要になる上に、弾速はロケットランチャーよりも遅いので、確実に命中させられるように慎重に狙う必要がある。最初は特定の戦闘でしか使用できないが、一定条件を充たすことで他のステージでも使用可能になる。弾数は無限。最初はチャージ時間が長いため、あまり多用は出来ないが、改造する毎にチャージ時間が短くなっていき、最終的には打った直後にチャージが完了するため、それなりに連射が可能になり、多数の敵を一気に倒せる程になる。
ナイフ
標準装備の武器。改造は出来ないが、貼り付いて攻撃してくるクリーチャーに有効。

## オリジナル版との主な異同
ゲームバランスに沿ってストーリーはある程度変更されたが、ゲーム内で入手できるアーカイブスの説明はオリジナルプロットに準じたものになっている。また、オリジナル版に比べてフィールドの構成も多少異なる箇所がある。

### バイオハザード2
- ストーリーはオリジナル版のクレア編（レオン裏編）に基づくものになっている。
- クレアがラクーンシティにバイクで乗り入れる際ヘルメットを着用していない（アメリカは州によっては着用義務がない）。
- レオンとクレアが終始行動を共にするようになった（一部のムービー内においては一時的に離散する）。
- レオンが『4』での主な口癖である「泣けるぜ」を放つ場面がある。
- ケンドとベンが邂逅を果たす直前に殺害される。
- マービンの倒れている場所が西側オフィスからロビーの噴水前に変更されている。
- ゾンビ化したマービンの体色が青くなる演出がなくなっている（ハードの性能向上に加え、演出の違和感をなくすため）。
- G成体の登場の仕方が『2』では宿主との間に拒絶反応を起こした胚が身体を内側から食いちぎって出た後にG成体へと急成長を遂げるのであったが、本作ではG成体そのものがまるで着ぐるみを脱ぎ捨てるかのようにアイアンズ署長の身体を内側から食いちぎって出現している。
- スーパータイラント戦を除いて一切クレアと対面しなかったエイダが、早期にクレアと対面して彼女に疑念を抱かせている。
- 下水道に『2』では登場しなかったラーカーが出現する。
- ウィリアムの注射器を打つ場所が、心臓から左腕に変更されている。
- 工場ステージが省略され、登場しない。
- 『2』ではタイラントを溶鉱炉に落とすシーンは全てムービーで進行していたが、本作では落とす前にタイラントとボス戦を行う。
- アネットがウィリアムGに致命傷を負わされる際、『2』では第3形態の時点になっていたが、本作では第2形態の時点に変更されている。また、この際にアネットがワクチンらしき物をウィリアムに打ち込む場面が追加されている（効果はなかった模様）。
- G第2形態から第4形態との戦闘が連戦で、なおかつ研究所メインシャフト内で行われる。
- スーパータイラントにロケットランチャーで止めを刺す際、『2』では肉体がバラバラに砕け散ったが、本作ではその場に倒れるだけになっている[注 1]。
- 没案となったプロトタイプ版の『1.5』には存在したが、製品版の『2』では削除されていた「シェリー」と叫ぶウィリアムの声が復活している。
- G第5形態との戦闘の結末は『2』では列車が自爆してG第5形態を巻き込み、レオン達は徒歩で脱出することになるが、本作では車両を切り離して地下研究所の自爆に巻き込ませ、レオン達は先頭車両に乗ったまま脱出する事になっている[注 2]。
- 『2』のレオン裏編終末における彼の「アンブレラをぶっ潰す」というセリフがなくなり（代わりにシェリーにアネットの最期の言葉を伝えている）、『3』のレオンのエピローグファイルまでのストーリーが追加されている。

### バイオハザード CODE:Veronica
- クレアとスティーブ、クレアとクリスが各チャプター内において終始行動を共にするようになった。
- ロックフォート島の看守であるロドリゴ・ファン・ラバルと、人間の言語を理解できる知能を有した白い体のネズミD.I.J.が登場しない。
- 訓練場において、アルフレッドがゲームを仕掛けてくるオリジナルエピソードが追加された。
- アルフレッドのいる塔に吊るされている巨大な人形のデザインが、より奇怪な物へと変更されている。
- スティーブが愛用していたルガーとそれに関連したエピソードが全て省略されており、ルガー自体もゴールドモデルではなくなっている。また、本作の仕様上、二挺拳銃の機能も削除されている。
- タイラント（T-078型）との1度目の戦闘場所が、訓練所の連絡通路から公邸前広場に変更されている。
- 『CV』のクリスシナリオで初登場したハンターII（『CV』での名称は「ハンター改」）が、本作のクレアシナリオに相当する箇所でも出現するようになっている。
- 『CV』では2戦目のタイラントは輸送機のカタパルトを使用してコンテナごと射出することで倒すことができたが、本作では耐え切って投げ捨ててしまうため、それに加えて輸送機に搭載されているミサイルを用いて吹き飛ばす必要がある。
- 『CV』ではアルフレッドは覚醒した直後のアレクシアの前で事切れ、その際彼女に頭を撫でられる描写があった。しかし、本作では覚醒したアレクシアとは対面せず、彼女の触手で遠隔的に始末される。
- アルビノイド（サンショウウオのB.O.W.）が登場しない。
- ノスフェラトゥ戦におけるフィールド、攻撃方法、倒し方が大幅に変更されている（特定の武器で心臓を攻撃することで大ダメージを与えられた仕掛けがなくなり、頭部と心臓が単なる弱点として設定されている）。
- クリスのロックフォート島侵入から南極の地下へ赴くまでのエピソードが省略され、南極でクレアと再会を果たす場面から登場する。
- モンスター化したスティーブの出現する場所が、巨大な空間の部屋（コロシアム）に変更され、ただ逃げるのみだったQTEからボス戦に変更となった。また、『CV』では彼と全く会うことのなかったクリスも戦闘に参加し、対面を果たす。
- 変身以後、撃破時の悲鳴等を除いて一切の言葉を発しなかったアレクシアが、変身後もクリスたちと会話をしている。
- アレクシアとの戦闘は、第一形態から第三形態まで連続化している。また、第二形態との戦闘直前にリニアランチャーの存在意義を語るアレクサンダーの映像（『CV』では名前のみの登場）が入る。
- レッドフィールド兄妹とウェスカーが対峙や会話、交戦する場面がなくなり、南極脱出直前に睨み合うのみとなっており、クレアたちが物陰に潜むウェスカーから一方的に囁かれる場面が追加されている。また、ウェスカーとアレクシアが交戦する場面もなくなった。

### バイオハザード4
- レオンとクラウザーの再会場面において、クラウザーがレオンに対して「（クラウザーが）二年前に事故で死んだと言いたいのか」という発言をしているが、本作では左腕を負傷しそれを理由として軍を除隊したことになっており、彼の死亡について嘘の含みが読み取れるものになっている。